# Frente Nacional para la Salvación de Libia
El Frente Nacional para la Salvación de Libia (FNSL) fue un movimiento y una organización política libia opositora al régimen del coronel libio Muammar al-Gaddafi fundada desde el 7 de octubre de 1981 en una conferencia de prensa en Jartum, capital de Sudán. En sus inicios fue liderada por Mohamed Yousef al-Magariaf, exembajador de Libia en la India. 
Fue formado en 1981 para llamar a mayores reformas liberales tales como elecciones democráticas, libertad de prensa, y separación de poderes. Durante la década de 1980, siguió una campaña de oposición armada al régimen de Gaddafi y realizó varios intentos de golpes de Estado, siendo el más notable el asalto armado en 1984 al complejo de Muamar al-Gaddafi de Bab al-Azizia en Trípoli. Después del fracaso de este y otros intentos de golpe el grupo abandonó las acciones armadas, y en su lugar utilizó tácticas pacíficas para promover reformas en Libia; en 2005, el FNSL se unió con otros seis grupos opositores para formar la Conferencia Nacional de la Oposición Libia.
Con la caída del régimen de Gaddafi tras la guerra civil libia en 2011, se cumplió el principal objetivo a largo plazo del FNSL. Consiguientemente tras el fin de la guerra, el FNSL fue disuelto y reemplazado por el Partido del Frente Nacional, que ganó 3 escaños en las elecciones al Congreso General Nacional Libio de 2012. El fundador del FNSL Mohamed Yousef al-Magariaf fue elegido presidente de Congreso Nacional, jefe de Estado efectivo de la República Libia (agosto de 2012 - mayo de 2013).

## Antecedentes
Mohamed Yousef al-Magariaf, anterior embajador libio en India, fundó el FNSL el 7 de octubre de 1981 en una conferencia de prensa en Jartum, Sudán. El grupo tuvo libertad para operar en Sudán donde tuvo su sede hasta 1985, cuando fue derrocado el régimen del coronel Gaafar Nimeiry en un golpe de Estado. En oposición al régimen militar en Libia, pidió un gobierno democrático con garantías constitucionales, elecciones libres, una prensa libre, y la separación de poderes entre el ejecutivo, legislativo y judicial. El FNSL lanzó una amplia para derrocar a Gaddafi en Libia, creando una emisora de radio de onda corta, un campo de entrenamiento militar y la publicación de un boletín bimensual, Al Inqadh (Salvación). Según diversas fuentes, Arabia Saudita y los Estados Unidos a través de la Agencia Central de Inteligencia le dieron apoyo financiero y logístico.

## Acciones militares

Bandera del FSNL.

El 8 de mayo de 1984, comandos del FNSL tomaron parte en el ataque al cuartel de general de Gaddafi en Trípoli, Bab al-Azizia, en un intento de asesinar al líder libio. El intento falló cuando uno de los jefes de la operación fue capturado, Ahmed Ibrahim Ihwas, cuando intentaba entrar a Libia a través de la frontera tunisia. Aunque el golpe fracasó y Gaddafi salió indemne, los grupos disidentes afirmaron que fallecieron varios agentes libios y varios consultores militares de origen cubanos y alemanes orientales. Unas 2.000 personas fueron arrestadas en Libia tras el ataque, y ocho fueron colgados públicamente.
El frente continuó sus esfuerzos para derrocar a Gaddafi en Libia y formó el Ejército Nacional Libio (ENL), después de que un grupo de soldados, hechos prisioneros por el Chad durante la guerra libio-chadiana, desertara del ejército de Libia y se uniera al FNSL en 1987. El ENL fue posteriormente evacuado del Chad cuando el presidente Hissène Habré fue derrocado por uno de sus ex oficiales, Idriss Déby, quien fue respaldado por Gadafi.

## Oposición política
Aparentemente habiendo abandonado las acciones militares, sin embargo, el FNSL continuó con su oposición a Gaddafi mediante campañas en los medios de comunicación y formando alianzas con otros grupos opositores. El FNSL fue uno de los siete grupos opositores en formar la Conferencia Nacional de la Oposición Libia (CNOL) que fue fundada en junio de 2005 en la primera conferencia del CNOL en Londres. El FNSL y otras tres organizaciones se retiraron de esta alianza en febrero de 2008 citando divergencias respecto al 'Acuerdo Nacional' alcanzado en 2005, El FNSL continuó su campaña mediática, principalmente a través de medios en línea. Aunque relativamente más débil que antes, y sin un método claro para llevar a cabo su objetivo de derrocar al régimen de Gaddafi, el FNSL continuó siendo reconocido como el principal movimiento opositor al gobierno del coronel Gaddafi en Libia.
Después de la guerra civil libia, los dirigentes del grupo fueron autorizados a volver a Libia. No obstante, con la caída del régimen de Gaddafi el FNSL perdió su razón de ser, y así se disolvió el 9 de mayo de 2012 y fue reemplazado por el Partido del Frente Nacional, que obtuvo tres escaños en las elecciones de 2012 al Congreso General Nacional, las primeras elecciones libres en Libia en más de 40 años.

## Caso Fletcher
El 17 de abril de 1984, el FSLN organizó una manifestación de disidentes libios para protestar en las afueras de la Embajada de Libia en Londres contra el gobierno de Gaddafi y fueron rodeados por agentes de control de multitudes de la policía británica. Durante la manifestación se realizaron varios disparos de armas de fuego desde la propia embajada hiriendo a once personas y provocando la muerte poco después de la agente Yvonne Joyce Fletcher. Este hecho provocó que la embajada fuera rodeada por miembros de la policía durante once días para realizar las pesquisas policiales; Trípoli contestó esta acción ordenando a sus tropas rodear la embajada británica en el país del Norte de África provocando posteriormente la ruptura de relaciones diplomáticas.
En la investigación existió una polémica entre los que decían que los disparos provenían de la embajada mientras otros señalaban que los disparos provenían de otro lugar y que era una acción entre agentes de la oposición y el gobierno de los Estados Unidos.

## Anteriores miembros notables
- Mohammed Magariaf, antiguo líder del FNSL, presidente del Congreso General Nacional y jefe de Estado interino (agosto de 2012 - mayo de 2013)
- Mustafa A.G. Abushagur, vice primer ministro del gabinete interino (noviembre de 2011 - noviembre de 2012), en noviembre de 2012 brevemente primer ministro designado, pero perdió la votación de confianza
- Ali Zeidan, primer ministro libio (noviembre de 2012 - marzo de 2014)